# Milton Erickson
Milton Hyland Erickson (Aurum, 5 dicembre 1901 – Phoenix, 25 marzo 1980) è stato uno psichiatra e psicoterapeuta statunitense.
È riconosciuto come uno dei più importanti psicoterapeuti e ipnoterapeuti del Novecento. In particolare, riprendendo la lezione di Jean Leguirec, rivoluzionò la prassi dell'ipnosi come approccio terapeutico e diede un apporto teorico e tecnico originale e innovativo alla terapia, sia concependo l'inconscio come gravido di risorse fondamentali per la guarigione (segnando così un distacco dalla concezione freudiana dell'inconscio quale serbatoio di conflitti rimossi), sia nell'uso innovativo di comunicazioni e compiti per il paziente. Da lui prende il nome la psicoterapia ericksoniana. Il lavoro di Erickson ebbe una notevole influenza nello sviluppo di molte nuove terapie, teorie e approcci psicologici, come la terapia strategica, la psicoterapia breve o terapia breve nelle sue varie forme, la programmazione neuro linguistica (PNL), il costruttivismo.
Gregory Bateson inviò da Erickson una serie di clinici per studiarne le tecniche e apprenderne la metodologia, altri ancora andarono da lui spontaneamente per le stesse ragioni. Così il suo pensiero e le sue tecniche influenzarono notevolmente diverse branche della psicoterapia. Benché si riconosca in Erickson il padre dell'approccio strategico, questa etichetta fu data da Jay Haley, che dichiarò esplicitamente che egli si riferì sempre al proprio metodo chiamandolo semplicemente "terapia". Erickson inoltre scrisse un'enorme quantità di articoli ma non sistematizzò mai il suo pensiero in teorie e tecniche. Queste furono piuttosto osservate, analizzate e organizzate dai numerosi allievi e studenti che si formarono con lui, tanto che la maggior parte dei libri a suo nome sono in realtà testi scritti a partire da lezioni, osservazioni, registrazioni, appunti e articoli di Erickson per mano di altri nomi della psicoterapia, quali ad esempio Jay Haley, Ernest L. Rossi o Jeffrey Zeig, mentre numerosi altri autori (come Paul Watzlawick o Giorgio Nardone) riportarono ampiamente i suoi contribuiti nei propri scritti, e altri ancora (come Richard Bandler nella PNL) li presero come spunti per creare nuovi modelli terapeutici - anche molto distanti dalle concezioni ericksoniane.
Erickson è stato presidente e fondatore della Società Americana di Ipnosi Clinica (American Society for Clinical Hypnosis - ASCH) e membro della Associazione Americana di Psichiatria, della Associazione Americana di Psicologia, e dell'Associazione Americana di Psicopatologia. Per tutta la sua vita Erickson ebbe problemi di salute, dovuti alla poliomielite e ad altri disturbi.

## Biografia
Nacque in Nevada, nella città mineraria di Aurum, secondo di undici figli; la famiglia si trasferì con un "carro da pionieri" verso est, stabilendosi in una zona estremamente rurale nel Wisconsin, nel 1906, dove misero in piedi una fattoria.

### Problemi di salute
Erickson soffrì fin da giovanissimo di problemi neurologici; era nato con alcuni deficit sensoriali come amusia o sordità tonale (cioè incapacità di apprezzare e cogliere l'armonia dei suoni musicali), dislessia e un grave daltonismo, che gli permetteva di apprezzare solo il viola; inoltre soffriva di allergie e si ammalò due volte di poliomielite (nel 1919 e nel 1952) rischiando di morire, questa malattia gli lasciò un'ulteriore disabilità fisica: l'atonia muscolare e un'aritmia cardiaca.
Contro la prognosi dei medici (che, una volta che uscì dal coma, affermarono che sarebbe rimasto paralizzato), a 17 anni, dopo il primo attacco di poliomielite, Erickson riprese a camminare e a parlare, ma passò gran parte della sua vita zoppicando, facendo prima uso di un bastone o delle stampelle, infine di una sedia a rotelle, data la progressiva paralisi delle gambe e di un braccio che si manifestarono dopo i 50 anni. In età matura soffriva per terribili dolori, soprattutto negli ultimi anni della sua vita, per cui doveva far uso di antidolorifici e aiutarsi con l'autoipnosi (come fece anche da giovane), a causa della sindrome da post-poliomielite dovuta al sovraccarico muscolo-scheletrico. Tutto ciò, per alcuni, contribuì alla sua crescita interiore e al suo sviluppo come professionista, poiché, imparando a guarire sé stesso, apprese come guarire gli altri.
Su consiglio del medico curante, si dedicò alla canoa per migliorare il proprio fisico, riuscendo a percorrere in solitudine 1 200 miglia sul Mississippi, con poche provviste e pescando per nutrirsi.

### Attività come terapeuta
In seguito studiò medicina specializzandosi in psichiatria, insegnò all'Università del Michigan finché per un disturbo allergico si dovette spostare a Phoenix (Arizona). Qui decise di dedicarsi alla professione privata. Inizialmente, dopo la laurea, approfondì la psicoanalisi e le concezioni di Sigmund Freud, poi se ne distaccò, pur riconoscendo la validità della scoperta dell'inconscio e gli studi freudiani sull'ipnosi. Passò quindi all'ipnoterapia sviluppando la sua abilità in questo campo.
Dopo la recidiva della poliomielite (1952), dovuta alla (rara) coincidenza di essere entrato a contatto con un ceppo diverso della malattia, ebbe nuovamente problemi alle gambe. L'anno dopo, però, riuscì a compiere una difficile escursione sulle montagne dell'Arizona, con il supporto di due bastoni.
Erickson si sposò due volte: con Helen Hutton (con cui stette dal 1924 al 1934) e con Elizabeth Moore Erickson (nel 1936). Dalle due mogli avrà otto figli, quattro maschi e quattro femmine.
Milton Erickson morì a 79 anni nel 1980,  di setticemia e insufficienza respiratoria, in seguito a shock settico dovuto a peritonite da streptococco-B che non fu diagnosticata in tempo. Il suo corpo fu cremato e le ceneri sparse da una montagna dell'Arizona.

## L'ipnosi
Erickson è uno dei più autorevoli teorici dell'ipnosi clinica e della cosiddetta psicoterapia breve del secolo scorso. Da lui deriva principalmente l'utilizzo più moderno dell'ipnosi, non legato esclusivamente alla cura di problemi psichici e della nevrosi.
Erickson ha sviluppato una forma di ipnoterapia chiamata ipnosi ericksoniana, che permetterebbe di comunicare con l'inconscio del paziente. Questo tipo di ipnosi, molto simile ad una normale conversazione, che spesso può fare anche uso di metafore e di un linguaggio suadente e poetico, induce, rilassando il paziente, una sorta di trance ipnotica nel soggetto, cioè uno stato a metà tra il sonno e la veglia. Ciò è visibile quando il paziente presenta indicatori di trance: occhi semiaperti o chiusi, lievi stati di alterazione della coscienza (come leggère allucinazioni "semplici" - in genere suoni o colori - simili a sogni o percezioni del dormiveglia), rilassamento dei muscoli, respiro rallentato, possibile amnesia del periodo di trance, analgesia, leggero sonnambulismo, ecc.
In questo modo, il terapeuta può suggerire delle piste di soluzione all'inconscio, aggirando le resistenze e la rimozione che la coscienza opporrebbe al cambiamento. Se sentendo la storia o ascoltando le parole del terapeuta, il paziente manifesta alcuni segni di trance, si è nelle condizioni necessarie per intervenire.
Erickson, come Bateson, credeva che ognuno avesse una propria realtà autocostruita, e che entrarvi dentro e modificare le percezioni del paziente, parlando con l'inconscio, fosse l'unico modo di cambiarla. Era scettico verso i fenomeni religiosi e paranormali, ma assecondava il paziente se ciò serviva, poiché le convinzioni dell'individuo non andavano contrastate o ridicolizzate, ma "aggirate"; spesso, per far ciò, faceva uso di storie suggestive.
Le prassi terapeutiche di Milton Erickson vennero studiate, analizzate e riprodotte secondo dinamiche di processo di psicoterapia veloce - il "Modellamento" - da Richard Bandler e da John Grinder, i co-fondatori della Programmazione neuro linguistica (PNL), realizzando un particolare modello di linguaggio, da essi denominato "Milton model" o "linguaggio vago".
Numerose tecniche di ipnositerapia sono state sviluppate, riprese o generate dal lavoro del dottor Erickson. Tra le più note tecniche ricordiamo quelle indirette come mezzo di accesso alle 'resistenze' del paziente, come la "prescrizione inversa", derivante da un'esperienza raccontata da Erickson stesso.

## Opere
La buona parte dei testi in italiano di Erickson sono raccolti in Opere (Roma: Astrolabio-Ubaldini Editore, 1982):
- Vol. I: La natura dell'ipnosi e della suggestione.
- Vol. II: L'alterazione ipnotica dei processi sensoriali, percettivi e psicofisiologici.
- Vol. III: L'indagine ipnotica dei processi psicodinamici.
- Vol. IV: L'ipnoterapia innovatrice.
- Erickson, M.H. (1932). Possible Detrimental Effects of Experimental Hypnosis. In Journal of Abnormal and Social Psychology, 27, pp. 321-327.
- Erickson, M.H. (1938). Automatic Drawing in the Treatment of an Obsessional Depression. In Psychoanalytic Quarterly, 7, 443-4-6 (Tr. it. in Le nuove vie dell'ipnosi. Roma: Astrolabio, 1978, pp. 545-564).
- Erickson, M.H. (1939). The Induction of Color Blindness by a Technique of Hypnotic Suggestion. In Journal of General Psychology, 20, pp. 61-89 (Tr. it. in Le nuove vie dell'ipnosi. op. cit., pp. 298-314).
- Erickson, M.H. (1948). Hypnotic Psychotherapy. In The Medical Clinics of North America, pp. 571-583.
- Erickson, M.H. (1952). Deep Hypnosis and its Induction, in L.M. Cron (a cura di), Experimental Hypnosis. New York: Macmillan (Tr. it. in Le nuove vie dell'ipnosi. op. cit., pp. 23-59).
- Erickson, M.H. (1954). Pseudo-orientation in Time as a Hypnotherapeutic Procedure. In Journal of Clinical and Experimental Hypnosis, 2, 261-283  (Tr. it. in Le nuove vie dell'ipnosi. op. cit., pp. 604-632).
- Erickson, M.H. (1955). Self-Exploration in the Hypnotic State. In Journal of Clinical and Experimental Hypnosis, 3, pp. 49-57.
- Erickson, M.H. (1958). Naturalistic Techniques of Hypnosis. In American Journal of Clinical Hypnosis, 1, 3-8 (Tr. it. in Le nuove vie dell'ipnosi. op. cit., pp. 681-690).
- Erickson, M.H. (1959). Further Techniques of Hypnosis-Utilization Techniques. In American Journal of Clinical Hypnosis, 2, 3-21 (Tr. it. in Le nuove vie dell'ipnosi. op. cit., pp. 60-85).
- Erickson, M.H. (1961). Hystorical Note on the Hand Levitation and Other Ideomotor Techniques. In American Journal of Clinical Hypnosis, 3, 196-199 (Tr. it. in Le nuove vie dell'ipnosi. op. cit., pp. 132-136).
- Erickson, M.H. (1964a). A Hypnotic Technique for Resistant Patients. In American Journal of Clinical Hypnosis, 7, 8-32 (Tr. it. in Le nuove vie dell'ipnosi. op. cit., pp. 749-788).
- Erickson, M.H. (1964b). Pantomime Techniques in Hypnosis and the Implications. In American Journal of Clinical Hypnosis, 7, 65-70 (Tr. it. in Le nuove vie dell'ipnosi. op. cit., pp. 137-147).
- Erickson, M.H. (1964c). Initial Experiments Investigating the Nature of Hypnosis. In American Journal of Clinical Hypnosis, 7, 152-162 (Tr. it. in Le nuove vie dell'ipnosi. op. cit., pp. 172-189).
- Erickson, M.H. (1965a). A Special Inquiry With Aldous Huxley into the Nature and Character of Various States of Consciousness. In American Journal of Clinical Hypnosis, 8, 14-33 (Tr. it. in Le nuove vie dell'ipnosi. op. cit., pp. 397-428).
- Erickson, M.H. (1965b). The Use of Symptoms as an Integral Part of therapy. In American Journal of Clinical Hypnosis, 8, 57-65 (Tr. it. in Le nuove vie dell'ipnosi. op. cit., pp. 789-801).
- Erickson, M.H. (1966a). Experimental Knowledge of Hypnotic Phenomena Employed for Hypnotherapy. In American Journal of Clinical Hypnosis, 8, 299-309.
- Erickson, M.H. (1966b). The Interspersal Hypnotic Technique for Symptom Correction and Pain Control. In American Journal of Clinical Hypnosis, 8, 198-209 (Tr. it. in Le nuove vie dell'ipnosi. op. cit., pp. 802-820).
- Erickson, M.H. (1967). Further Experimental Investigation of Hypnosis: Hypnotic and Non-Hypnotic Realities. In American Journal of Clinical Hypnosis, 10, 87-135 (Tr. it. in Le nuove vie dell'ipnosi. op. cit., pp. 429-505).
- Erickson, M.H. (1973). A Field Investigation by Hypnostis of Sound Loci Importance in Human Behavior. In American Journal of Clinical Hypnosis, 16, 92-109.
- Erickson, M.H. (1973). A Hypnotic Technique for Resistant Patients. In American Journal of Clinical Hypnosis, 7, 8-32 (Tr. it. in Le nuove vie dell'ipnosi. op. cit., pp. 749-788).
- Erickson, M.H., Erickson, E. (1941). Concerningthe Caracter of Post-Hypnotic Behavior. In Journal of General Psychology, 2, 94-133 (Tr. it. in Le nuove vie dell'ipnosi. op. cit., pp. 327-359).
- Erickson, M.H., Rossi, E.L. (1974). Variety of Hypnotic Amnesia. In American Journal of Clinical Hypnosis, 16, 225-239.
- Erickson, M.H., Rossi, E.L. (1976). Two Level Communication and the Micro-Dynamics of Trance. In American Journal of Clinical Hypnosis, 18, 153-151.
- Erickson, M.H., Rossi, E.L. (1982). The Collected Papers of Milton H. Erickson of Hypnosis. Vol. I, II, III, IV: Hypnotic Investigation of Psychodynamic Processes.  New York: Irvington Publishers.
- Erickson, M.H., Rossi, E.L., Rossi, S.I. (1979). Hypnotic Realities: the Induction of Clinical Hypnosis and Forms of Indirect Suggestion. New York: Irvington Publishers (Tr. it. Tecniche di suggestione ipnotica: induzione dell'ipnosi clinica e forme di suggestione indiretta. Roma: Astrolabio, 1982).

### Scritti sull'approccio di Milton H. Erickson
- Haley, J. (1973). Uncommon Therapy. The Psychiatric Techniques of Milton Erickson, M.D.. New York: Norton & Co. (Tr. it. Terapie non comuni. Tecniche ipnotiche e terapia della famiglia. Roma: Astrolabio, 1976).
- Rosen, S. (1981). My Voice Will Go With You. The Teaching Tales of Milton H. Erickson. New York: Norton & Co. (Tr. it. La mia voce ti accompagnerà. I racconti didattici di Milton Erickson. Roma: Astrolabio, 1983).

### Altri scritti su Erickson
- Richard Bandler, John Grinder. I modelli della tecnica ipnotica di Milton H. Erickson, Astrolabio Ubaldini, 1984 (prima edizione in lingua inglese del 1975)